# Carla Cervantes
Carla Cervantes Caro (Barcelona, 28 de octubre de 1993) es una bailarina y coreógrafa española.

## Trayectoria
Empezó a estudiar danza en el año 2007. En 2013 hizo un viaje a China que fue fundamental para su incipiente carrera profesional. Desde entonces trabaja con Sandra Egido, su pareja, con la que fundó la compañía Lookathingsdifferent. También juntas participaron como profesoras en el programa de televisión Fama ¡a bailar! en las ediciones de 2018 y 2019. Sus piezas las han llevado a lugares como Dubái, Francia, Alemania, Croacia o Hong Kong.
La pieza Somos, un espectáculo de danza moderna y contemporánea creado e interpretado junto a Egido en 2022, es una producción de Lookathingsdifferent. En ella, ambas bailarinas y coreógrafas, unen sus cuerpos como si fueran uno, en una especie de conversación íntima que muestra un momento de conexión. Ese mismo año, escribió el guion del vídeoclip del tema Desidia del grupo musical gallego Tanxugueiras.
Además de bailarina y coreógrafa, le interesa y crea contenido sobre temas como fotografía, danza, vídeo, moda, diseño o arquitectura. Con un estilo delicado en el que fusiona danza, diseño y moda, su obra es busca diluir los roles y estereotipos de género.
Egido ha sido su pareja sentimental además de artística.

## Premios y reconocimientos
Somos fue reconocida con varios galardones en el Certamen Coreográfico de Madrid en el año 2022: Premio del Jurado Joven, Proyecto Tutoría de Mentoring Project, Premio Movimiento en Red de la Asociación de profesionales de la Danza de Cantabria y Residencia en Centro Coreográfico Canal.En 2023, se llevó el primer premio en la V edición de 'Danza en el Camino', concurso impulsado por la Consejería de Cultura y Turismo de la Junta de Castilla y León en el 22.º Certamen de Coreografía Burgos & Nueva York.